# 走れ!ケー100
『走れ!ケー100』（はしれ ケーひゃく）は、TBS系列局ほかで放送されていたテレビドラマである。TBSとC.A.Lの共同製作。全51話。TBSでは1973年4月13日から1974年3月29日まで放送。

## 概要

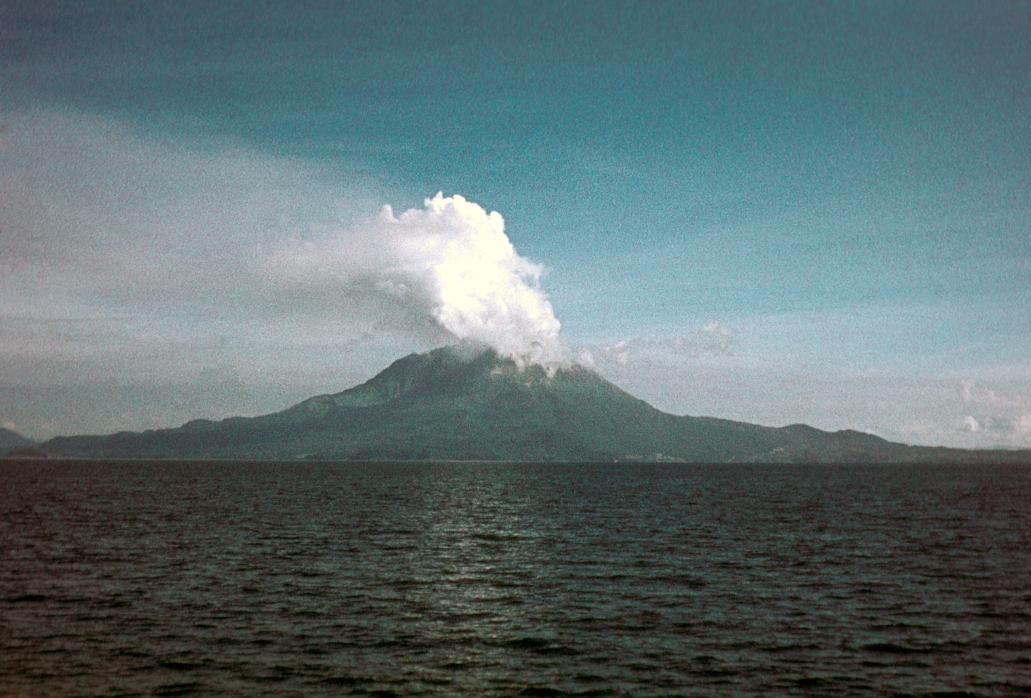
第1話ラストで鹿児島県・桜島をバックに国道10号を走り、ケー100と紋太の旅がスタートする（1974年の写真）

蒸気機関車ケー100に乗った主人公が全国各地を回る道中記で、舞台となる土地でロケを行なった。
北海道の夕張に到着した第25話「大爆発！会えるかおじいちゃんに…」は、本来最終回として制作された。放映順と違って第24話札幌編の方が後に撮影され、1973年7月31日（第16話放映後）に撮影が終了した。だが局内で新企画の検討が行われるも、折からのSLブームと視聴率が評価され、結局8月20日ごろに延長が決定。笠智衆を含む出演者・スタッフを再び集め、第20話放映後の8月29日から1か月ぶりに撮影を再開。今度は夕張から前年5月に本土復帰した沖縄県に向けて旅を続けることになった。後半の一時期に大川、秋元、石井が出演していないのは、急な番組延長によりスケジュールを合わせられなかったためとされる。

## ストーリー
鉄工所の息子の末永隆が、スクラップにされるところだった蒸気機関車ケー100を、道路を走れるように修理・改造し、かつてケー100の機関士だった老人・北川久作と再会させるべく、鹿児島から北海道へ向かう計画を立てるが、足に大怪我を負い断念してしまった。それを見かねた薩摩隼人・伊賀山紋太が隆の代わりに北海道・夕張に向け日本各地を縦断する。
だがその後、沖縄から届いた一通の手紙を見て、鉄道のない沖縄の子どもたちのために、ケー100で沖縄へ行くことを決意する。しかしそのケー100を、石橋正彦というペテン師（詐欺師）が狙っていた。石橋はケー100を利用して金儲けを企み、ケー100の後を追っていく。

## キャスト
- 伊賀山紋太 - 大野しげひさ
- 岡本節子 - 大川栄子（第1 - 27・39・41・43・45 - 47・50・51話）
- ノブちゃん（石田伸子[注釈 1]） - 秋元京子（第1 - 35・36（声のみ）・48話）
- 伊賀山嘉代（紋太の母） - 石井富子（第1 - 26・39・41・48話）
- 末永隆 - 長田伸二（第1 - 3・10・11・15 - 22・25・26・48話）
- 紋太の父 - 木田三千雄（第1・26話）
- 隆の父 - ハナ肇（第1・2・48話）
- 石橋正彦（ペテン師） - 杜沢泰文（第34 - 37・39 - 51話）

杜沢によると、成川哲夫がレギュラーとなる案があったが、最終的にはゲスト出演のみとなったことを証言している。
- 北川久作（ケ－100の最初の機関士） - 笠智衆（第25・26話）
- 倉田（悪徳興行師） - なべおさみ（第16・17話）
- ナレーター - 野沢那智（第2 - 5話）

## ケー100

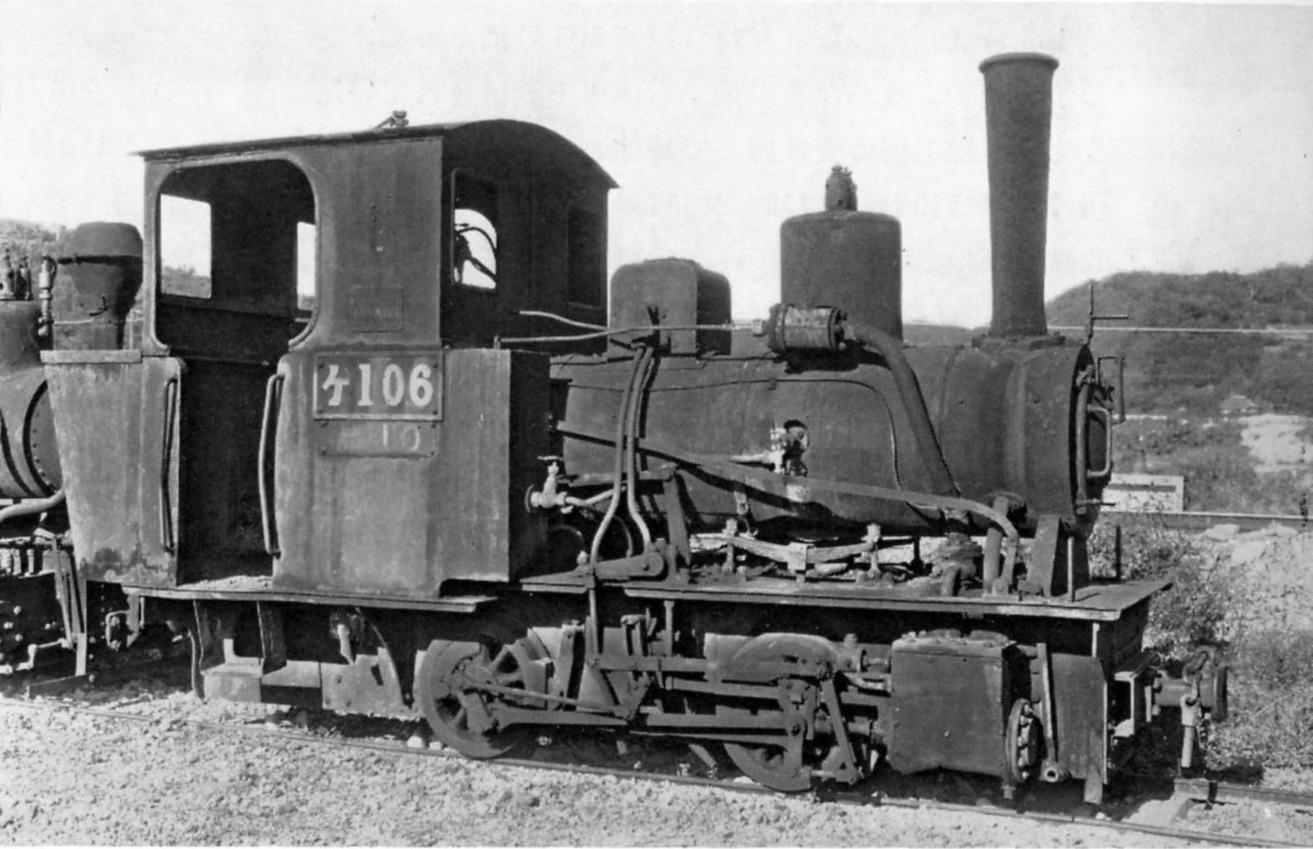
国鉄ケ100形蒸気機関車。「ケー100」 (K100) の名の元になったが、形は全く異なる。（横須賀線久里浜駅、昭和20年10月）

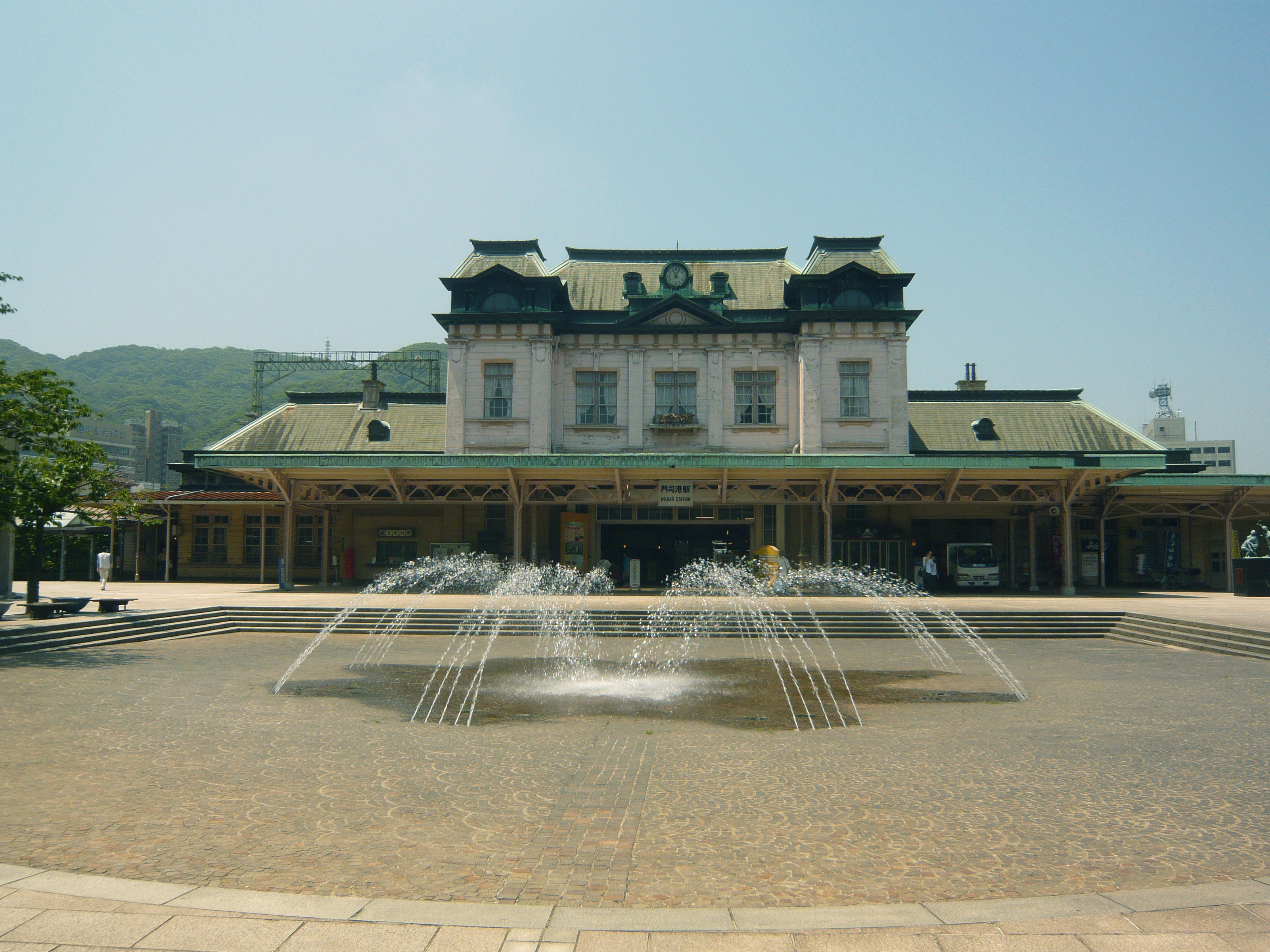
門司港駅。第5話でケー100を駅構内の線路をタイヤのまま走らせようとするが、失敗。

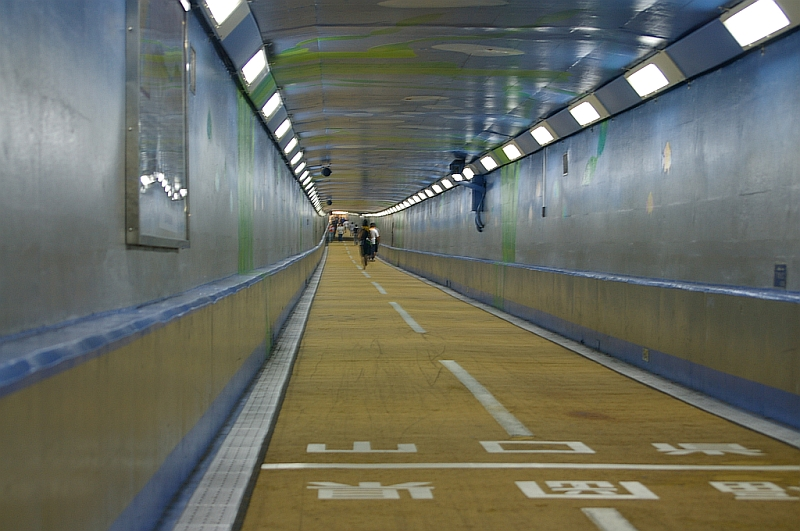
関門人道トンネルの、福岡県・山口県境部分。第5話で紋太がケー100の重い煙室扉を抱えて歩いた。

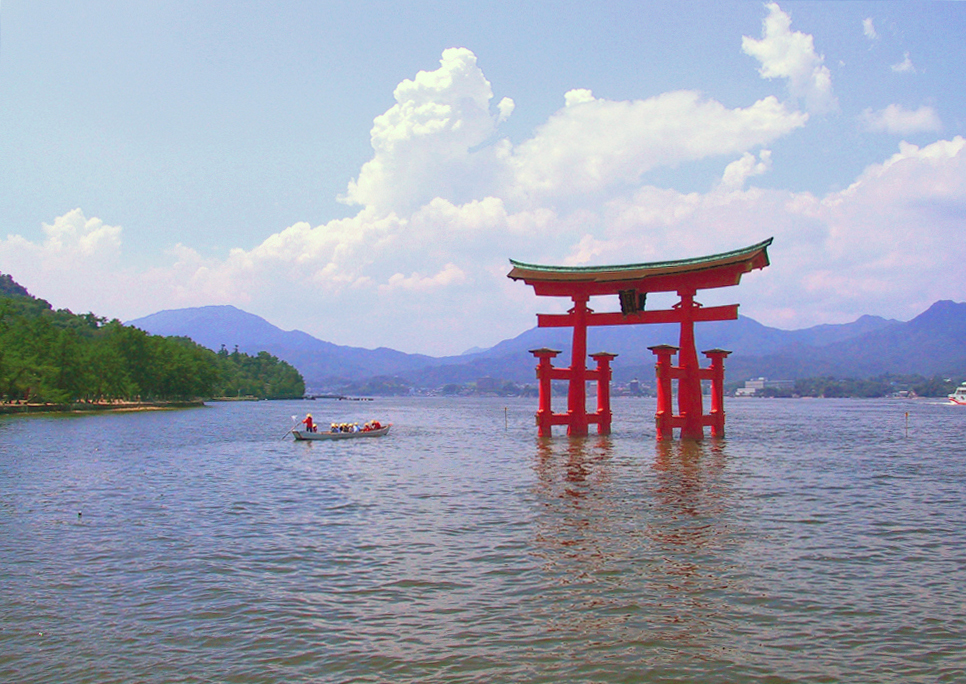
第7話でケー100がくぐった広島県・厳島神社の大鳥居。

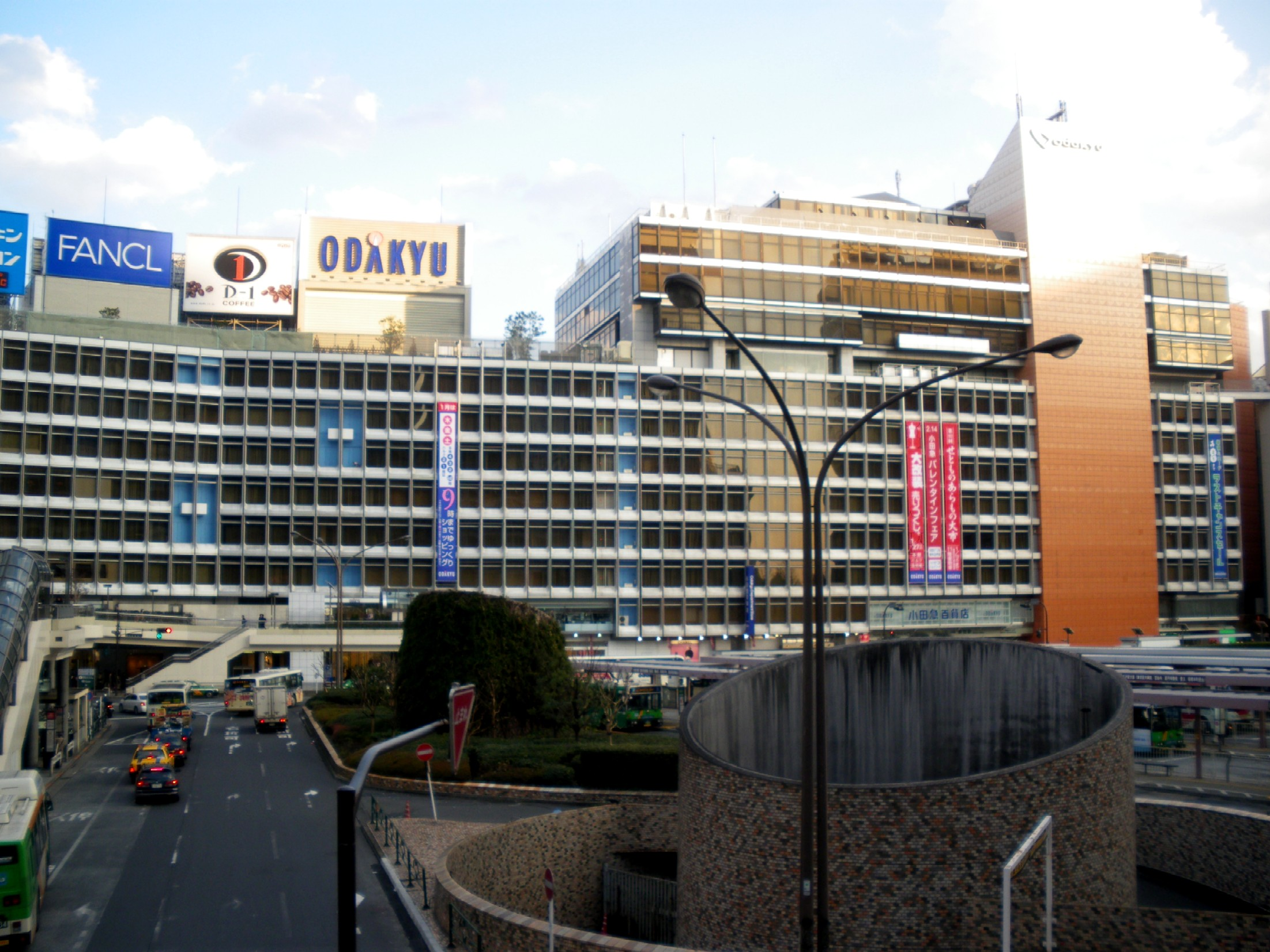
第17話で店内を走行した小田急百貨店新宿店。

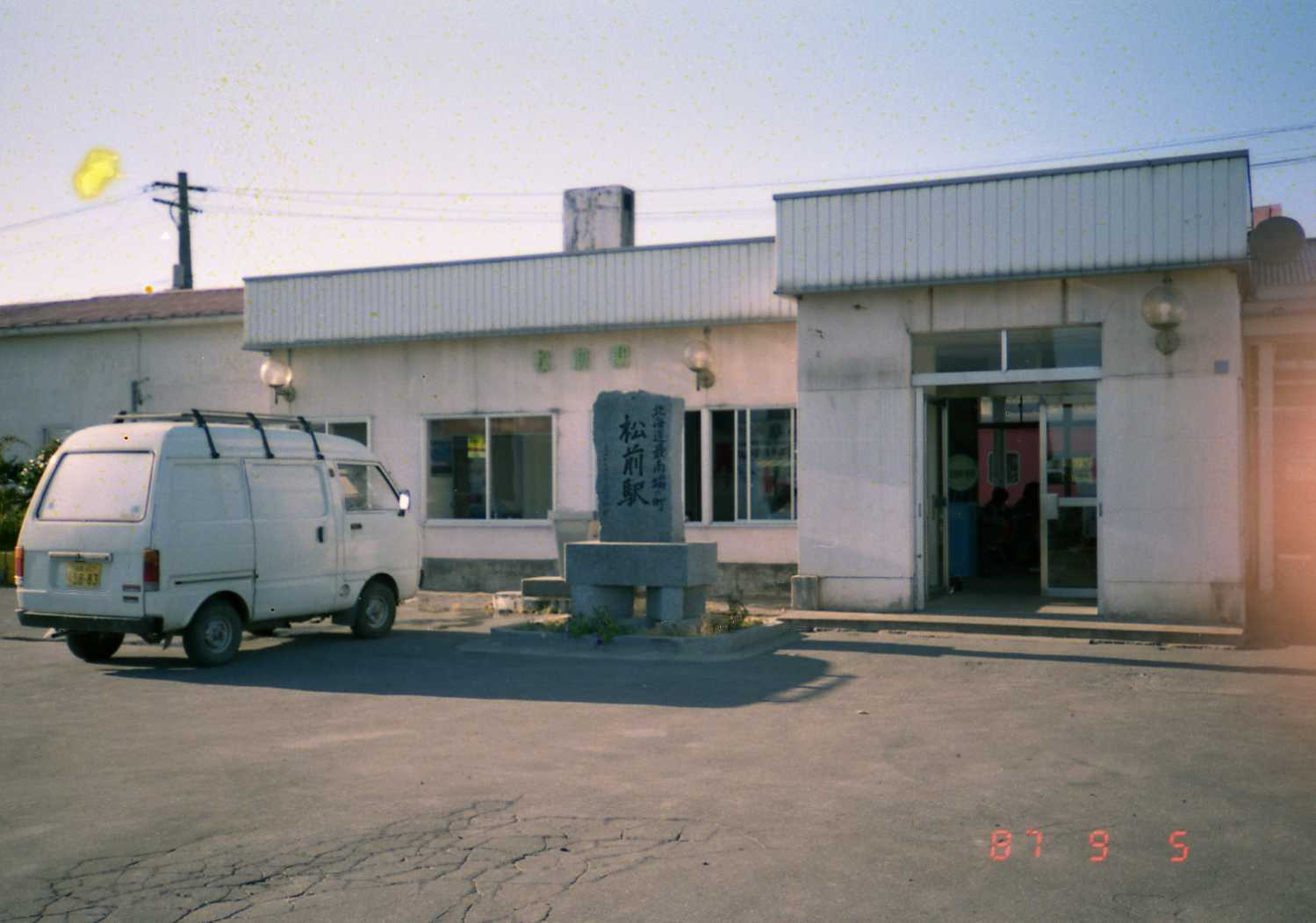
第27話で節子が帰京時に利用した北海道の松前線（1988年廃線）松前駅（1987年撮影）。

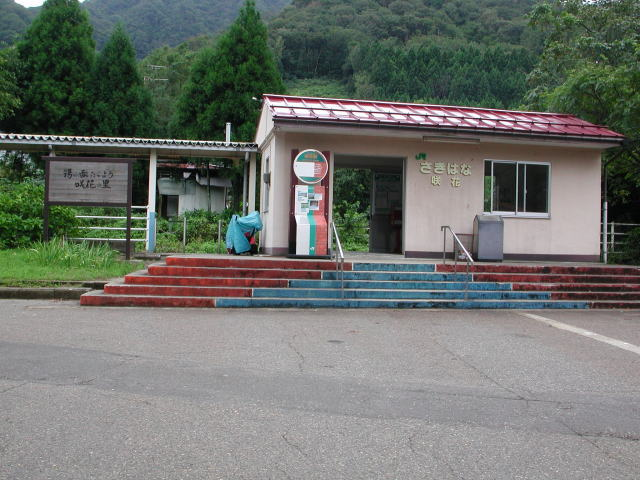
第31話「人情機関車と新米刑事」に登場の新潟県・磐越西線咲花駅旧駅舎（2004年撮影）。2014年に新駅舎が完成した。

元は50年前から北海道の夕張炭鉱で働いていた軽便鉄道の機関車。廃車になり鹿児島の鉄工所に放置されていたところを、鉄工所の息子である隆少年と近所の紋太（22歳）によって修理される。道路を走ることができるように、車輪を鉄輪からゴムタイヤに付け替えられた。（設定上の）重量は5トン。
ただの機械ではなく自分自身の意思を持っており、喋ったりはしないが、紋太の言うことを聞かずに勝手に動くこともしばしば。第20話では漁港で引き揚げられたゴンドウクジラに怯えて逃げ出したり、後半ではヘッドライトを袋などで隠されると、意思が封じられ普通の機関車になってしまう弱点を利用され、しばしばペテン師の石橋によって盗まれたこともある。
第5話では関門海峡を渡るために紋太たちが知恵を絞り、最終的にはケー100をポンポン船で運んでもらおうとするが、そのままでは重量オーバーのため重い煙室扉は取り外し、それを紋太が抱えて地下の関門人道トンネルを必死で歩き山口県側まで運んでポンポン船と合流した。
第7話では紋太が海岸にケー100を止めて昼寝中に満潮になり、目を覚ますとケー100が厳島神社近くの海に浮かんでいて、偶然ケー100が水上も走れることが明らかになった。津軽海峡は自力で渡り、北海道上陸を果たした。
第18話で機関車工場（日立製作所水戸工場）の協力を得て鉄輪を取り付け、旅の開始以来初めてレール上を走行した。(勝田駅付近の常磐線の線路と並行している日立製作所従業員輸送用の専用線（1993年廃止）が撮影に使用された)
第25話では再会を記念して機関士姿の北川久作（笠智衆）を乗せ、三菱大夕張鉄道大夕張炭山駅（1973年12月廃止）を走り抜けた。
階段を登ることも可能で、第11話京都・滋賀編で神社（名称不明）の石段、第16話で向ヶ丘遊園（現・生田緑地ばら苑）の大階段、第30話で山形県・出羽三山神社（羽黒山）の2446段の石段を登った。第39話では鳥取砂丘を縦横無尽に走り回った。
最終回ではハブにタイヤを咬まれて瀕死になり、医者から聴診器で診察されたり血清注射の治療を受けるという、生き物のような扱いをされた。
撮影用の車両はカナダ製の水陸両用車アンフィキャットの改造で、車体部分は軽量化のためFRP製であり、実際に水上を走ったり、階段を登るなどの芸当が可能だった。1 - 3号車の計3台が製作され、1号車を使って3月4日から撮影開始したが、同月中旬に第2話宮崎編のラストを大分県別府市で撮影した際炎上・焼失してしまった。製作準備中だった2号車の完成を急ぎ3月25日に撮影を再開、番組中止の危機を乗り越え、その後2台体制に戻すため急遽3号車も作られた。撮影終了後、残った2台は百貨店などを巡業し、2号車は朝霧高原グリーンパーク（静岡県富士宮市、閉鎖済み）、3号車は沖縄こどもの国に譲渡された。ただし、2台共に現存しない。
番組名は「ケー100」だが、ナンバープレートには「K100」と書かれている。国鉄では実際に軽便鉄道規格の蒸気機関車に「ケ」という称号を付与しており、「ケ100」も実在した。放映当時の新聞記事には、福岡県久留米市にあった廃車体の写真が保育社カラーブックス「蒸気機関車」（1968年、広田尚敬）において「久留米の、ある屑鉄屋の店先に置かれたケ100」（併記された英語解説文では、KE100）として紹介されたことが、企画のヒントになったことを示唆する記述がある。その機関車は2004年時点では現存が確認されているが、荒廃が進んでいる。なお「ケ」の付く機関車としては、ケ90形が静岡県浜松市にて静態保存されている。

## スタッフ
- プロデューサー：増田弥寿邦、安田孝夫 (TBS)
- 企画：佐賀邦夫
- 監督：「放送日程」参照。
- 脚本：「放送日程」参照。
- 撮影：内山五郎、知識護
- 照明：佐藤勝彦
- 録音：本田孜
- 美術：片桐健之
- 編集：本間元治
- 助監督：湯川鉄雄、中野恵之、田中秀忠
- 効果：野尻与彦
- 制作主任：大庭喜儀、南條記良
- MA：アオイスタジオ
- 現像：ソニーPCL
- 音楽：玉木宏樹
- 制作：TBS、C.A.L

## 放送日程
オープニングにクレジットされている全てのゲスト出演者を記した。
| 回数 | 放送日         | サブタイトル                                 | 脚本             | 監督     | ゲスト                                                                                     |
| ---- | -------------- | -------------------------------------------- | ---------------- | -------- | ------------------------------------------------------------------------------------------ |
| 1    | 1973年 4月13日 | 汽笛一声、青い空（鹿児島の巻）               | 高橋二三         | 青野暉   | ハナ肇、如月寛多、木田三千雄、清水信一（後の真実一路）、赤城信、栗島ひろし、松阪みね男     |
| 2    | 4月20日        | 南の島に煙を残して（宮崎の巻）               | 高橋二三         | 青野暉   | 玉村駿太郎、沢田正昭、狭間鉄、関敬六、佐伯徹、ハナ肇                                       |
| 3    | 4月27日        | 汽笛が呼んだ高原の春（大分の巻）             | 高橋二三         | 枝川弘   | 白取雅子、南祐輔、田中春男                                                                 |
| 4    | 5月4日         | 機関車野郎をやっつけろ！（福岡の巻）         | 高橋二三         | 枝川弘   | 山内友宗、森実重雄（劇団道化）、猿渡冨美子、藤田敏美、辻直之、長根敏行、斧田一規、工藤智章 |
| 5    | 5月11日        | しぶきをあびて、突破せよ！（北九州の巻）     | 田村多津夫       | 青野暉   | 梅津栄、吉村景文、今村直樹 、西郡英利、江藤茂利、石川宏士郎                                |
| 6    | 5月18日        | ドリーネの追跡（山口の巻）                   | 田村多津夫       | 青野暉   | 西脇政敏、野口ふみえ、深田恒存、小林達彦、石島正勝                                         |
| 7    | 5月25日        | シュッシュッポッポ海の上！（広島の巻）       | 高橋二三         | 青野暉   | 梅津昭典、青木千里、金井大、池田美佐子、間瀬勝美、成田修子、豊島浩二                       |
| 8    | 6月1日         | どうして、どうして後もどり？（岡山の巻）     | 高橋二三         | 枝川弘   | 内海和子、下田知万里、岡嶋邦義、山田佳子、坪田育子                                         |
| 9    | 6月8日         | 煙モクモクなんだ坂、こんな坂（兵庫の巻）     | 才賀明           | 枝川弘   | 染谷利貴、森秋子、岩城和男、馬場勝義、暁新太郎                                             |
| 10   | 6月15日        | 隆くんがやって来た（大阪の巻）               | 才賀明           | 枝川弘   | 藤岡重慶、大村崑、髙田次郎、中森肇子                                                       |
| 11   | 6月22日        | お百度まいりの石段登れ！（京都・滋賀の巻）   | 田口耕三         | 青野暉   | 児島美ゆき、八汐路佳子、布目真璽、森田夏代、深田章子、小島三代能、荒井則博                 |
| 12   | 6月29日        | おかしなおかしな鵜飼い（岐阜の巻）           | 田村多津夫       | 青野暉   | サリー・ウォーカー、小柳冴子、岩田直次、大森久綱                                           |
| 13   | 7月6日         | 海水浴はいい気持ち（愛知の巻）               | 田村多津夫       | 青野暉   | 杉山よしお、浜田寅彦、南知子、舟木淳、柳有                                                 |
| 14   | 7月13日        | ニセモノ紋太富士を行く（静岡の巻）           | 高橋二三         | 枝川弘   | 福島資剛、乙黒ますみ、細川俊夫、穂高稔                                                     |
| 15   | 7月20日        | ほんとにきちゃった海賊船（神奈川の巻）       | 高橋二三         | 枝川弘   | 天野美保子、加藤嘉、如月寛多、尾美利徳（後の尾美としのり）、岩本和弘                       |
| 16   | 7月27日        | サン、ニイ、イチ、大階段を登れ！（東京の巻） | 田口耕三         | 青野暉   | なべおさみ、柳生博、山田慶造、江夏宏城、藤木満寿夫、森今日子、吉松政子、徳川清（徳川龍峰） |
| 17   | 8月3日         | 危機いっぱつ！屋上の対決（東京の巻）         | 田口耕三         | 青野暉   | なべおさみ、湊俊一、江夏宏城、藤木満寿夫                                                   |
| 18   | 8月10日        | 進めや進めレールの上を（茨城の巻）           | 高橋二三         | 枝川弘   | 酒井克彦、高津住男、寄山弘、謙昭則                                                         |
| 19   | 8月17日        | 牛乳運んでピポピポピ（福島の巻）             | 高橋二三         | 枝川弘   | 岩崎和子                                                                                   |
| 20   | 8月24日        | 相手が鯨じゃでかすぎるョ（宮城の巻）         | 高橋二三         | 枝川弘   | 高峯圭二（高峰圭二）、橋本仙三                                                             |
| 21   | 8月31日        | チャグチャグ機関車でお嫁入り（岩手の巻）     | 中野恵之         | 才賀明   | 川口恵子、門間利夫、成瀬昌彦                                                               |
| 22   | 9月7日         | おばけなんかはへいちゃらさ（青森の巻）       | 田口耕三         | 青野暉   | 本間文子、伊東あつ子                                                                       |
| 23   | 9月14日        | はるばる来たぜ北海道（函館の巻）             | 田口成光         | 青野暉   | 長谷川秀人、外野村晋、和沢昌治、金田修、結城守夫                                           |
| 24   | 9月21日        | 火事だよ、機関車大ピンチ（札幌の巻）         | 田口成光         | 枝川弘   | （ゲストなし）                                                                             |
| 25   | 9月28日        | 大爆発！会えるかおじいちゃんに…（夕張の巻）  | 高橋二三         | 枝川弘   | 笠智衆、宮田真、末吉敏男、村井洋                                                           |
| 26   | 10月5日        | めざすは沖縄出発進行！（夕張の巻）           | 田口成光         | 青野暉   | 笠智衆、木田三千雄、宮田真、紺野秀樹、丸谷小一郎、福沢千比呂                               |
| 27   | 10月12日       | 機関車は櫓で行くギッチラコ（松前の巻）       | 田口耕三         | 青野暉   | 成川哲夫、渋谷健一                                                                         |
| 28   | 10月19日       | 機関車ゆうかい大事件！（弘前の巻）           | 田口耕三         | 青野暉   | 三浦誠、田島義文、笠本俊介                                                                 |
| 29   | 10月26日       | 機関車は名探偵（秋田の巻）                   | 高橋二三         | 枝川弘   | 玉川良一、山崎純、黒田英彦、大山貴子、逗子トンボ、玉川フクロー                             |
| 30   | 11月2日        | それ行け登れ！二千段（山形の巻）             | 高橋二三         | 枝川弘   | 野口英行、中村是好、曽根秀介、堤昭夫、平原正敏                                             |
| 31   | 11月9日        | 人情機関車と新米刑事（新潟の巻）             | 田口耕三         | 枝川弘   | 姫ゆり子、生方中、坂部文昭、白石奈緒美                                                     |
| 32   | 11月16日       | ニセモノ機関士大爆走！（佐渡の巻）           | 田口成光         | 中野恵之 | 住吉正博、三井弘次、柳下達彦、林靖子、坂井成                                               |
| 33   | 11月23日       | 霧の中の遭難…（富山の巻）                    | 高橋二三         | 中野恵之 | 松原和仁、福田公子、桜井正良、松本健一                                                     |
| 34   | 11月30日       | 機関車ツボ焼き大繁昌！（能登の巻）           | 田村多津夫       | 青野暉   | 西山恵子、小林テル、北條正治、簡野典子                                                     |
| 35   | 12月7日        | 名産はカマ焼きの壷？（金沢の巻）             | 田口耕三         | 青野暉   | 北川美佳（後の喜多川美佳）、北沢彪、相原臣典、亀田秀紀、藤田利行、佐藤浩彦、矢代圭         |
| 36   | 12月14日       | ペテン師騒動（福井の巻）                     | 高橋二三         | 枝川弘   | 人見きよし、庄司永健、成川哲夫、長江治、勝治淳、船木浩行、山本武、美濃部厚、千葉清和、     |
| 37   | 12月21日       | 機関車は魚のお家（三方五湖の巻）             | 高橋二三         | 枝川弘   | 柿崎澄子、三谷幸子、人見きよし、庄司永健、勝治淳、長江治                                   |
| 38   | 12月28日       | 機関車は親孝行（舞鶴の巻）                   | 田口耕三         | 枝川弘   | 村田千榮子、江原一哉、大原百代、松田真理                                                   |
| 39   | 1974年 1月4日  | 機関車タコは一等賞（鳥取の巻）               | 田口耕三         | 青野暉   | 佐瀬陽一、渡辺厳一、富山真沙子、高木二郎                                                   |
| 40   | 1月11日        | 教頭先生は大助かり（大山の巻）               | 青野暉           | 青野暉   | 簾内滋之（すのうち滋之）、小園蓉子、高品格、紅理子、鈴木唯志                               |
| 41   | 1月18日        | 少年は冒険せよ（萩の巻）                     | 青野暉           | 青野暉   | 川崎公明（後の加川明）、泉よし子、織本順吉                                                 |
| 42   | 1月25日        | ペテン師がダマされた（唐津の巻）             | 高橋二三         | 枝川弘   | ゆうきみほ、大塚弘、君夕子                                                                 |
| 43   | 2月1日         | 奇跡が起った！（平戸の巻）                   | 田口耕三         | 枝川弘   | 岩崎洋也、渡辺千世、永井玄哉                                                               |
| 44   | 2月8日         | 機関車と不良少女（長崎の巻）                 | 田口耕三         | 青野暉   | 朋みはや、田村明彦、たうみあきこ、中島元、富家郁子、磯田由紀子                             |
| 45   | 2月15日        | 機関車闘牛計画をつぶせ（天草の巻）           | 高橋二三         | 青野暉   | 橋本美佳、神谷信弘、山野辺敦、高村章子                                                     |
| 46   | 2月22日        | 噴火だ！救助隊出発（阿蘇の巻）               | 田口成光         | 青野暉   | 多和田聰、松下砂雅子、小川宗一、花上晃、田村孝司（無双大介）、田中清治                     |
| 47   | 3月1日         | 機関車をノックアウトせよ（指宿の巻）         | 高橋二三         | 枝川弘   | 津坂浩史、田中筆子、松田剣、柳田金一、猪又睦彦                                             |
| 48   | 3月8日         | 機関車は薩摩隼人でごわす（鹿児島の巻）       | 高橋二三         | 枝川弘   | ハナ肇、高原駿雄、大矢兼臣、塚田たかし                                                     |
| 49   | 3月15日        | 助けて!紋太さんの幽霊だ（沖縄の巻）          | 高橋二三         | 枝川弘   | 竹下景子、紺野英樹、平良トミ、宮城勉、平凡太郎                                             |
| 50   | 3月22日        | おじいちゃんの軽便鉄道（沖縄の巻）           | 上原正三         | 枝川弘   | 藤原釜足、石立昭男、梶正昭、仲嶺真永、金城哲夫                                             |
| 51   | 3月29日        | 進め！夕日のかなたへ（沖縄の巻）             | 田口成光・青野暉 | 青野暉   | 山本耕一、松風はる美、猪谷聡、北村三郎、翁長武                                             |

### エピソード
- 放映開始1週間前の4月6日には、前夜祭特別番組として『発車オーライ! 走れ!ケー100』が放送された。これは、本作品の出演者たちが番組の宣伝を兼ね、スタジオに招かれた男女100人の小学生たちが男性・女性チームに分かれ、玉入れなどのいろいろなゲーム合戦を競うという内容であり、司会はハナ肇（本編では末永隆の父役）、男性チームキャプテンは大川栄子（同・岡本節子役）、女性チームキャプテンは大野しげひさ（同・伊賀山紋太役）と久里千春、応援役は初代林家三平がそれぞれ務めた[10]。
- ルートの都合により、栃木県、群馬県、山梨県、長野県、三重県、奈良県、和歌山県、四国各県は通らなかった。当初は四国が含まれていて、大分県・別府から愛媛県八幡浜市・松山市、高知県・桂浜、徳島県・鳴門を経て大阪府へ至るストーリーが検討されていた[11]。しかし、「早く夕張に着くために最短距離で行くべきだ」という意見が出て、実際の作品では変更された[12]。東京都から茨城県へ行くには埼玉県か千葉県を通る必要があるが、その過程は省略された。
- 第8話 - メインゲストの幼稚園児・マリ役は、後におニャン子クラブのメンバーになる内海和子。
- 第15話 - 当時7歳の尾美としのりが少女・みどり（天野美保子）の同級生役（黄色のシャツを着ているほう）で出演。尾美の確認されている限り最も古い出演作である[13]。
- 第25・26話 夕張編 - 北川役で出演した笠智衆は、スタッフが交渉したところ「テッパリ（スケジュールが重なった仕事）はわしが先方に断る、是非出演したい」と言い、絶対に飛行機には乗らないと業界で有名だったが、我慢して乗ってまで出演してくれた。孫がケー100のファンで必ず出演すると約束していたという[14]。
- 第26話 - ケー100に沖縄へ来てもらうよう夕張まで頼みに来た少年は、金城哲夫という役名だった[15]。これは脚本の田口成光、青野監督が、かつて円谷で仕事をした関係で共に金城と親しかったため、沖縄繋がりで自然と役名が決まったという[12]。第49話では、金城哲夫少年の姉を竹下景子（当時20歳）が演じた。
- 第34話 - 助監督の田中秀忠は乱暴な運転で屋台を壊した犯人、撮影の知識護はケー100をバックに恋人の写真を撮ろうとして石橋にモデル代を請求される役でゲスト出演している[12]。二人とも台詞は一言。
- 第38話 - 枝川弘は自身が監督したこの話で、古着屋の主人役でカメオ出演している。
- 第50話 - 沖縄戦で破壊され廃線となった沖縄県営鉄道を扱った脚本は、沖縄出身の上原正三が担当した[16]。上原と親交があり､円谷プロを退社し沖縄に帰郷していた脚本家・金城哲夫が医者役で出演している[16][注釈 3]。2005年5月発売のドキュメンタリーDVD「金城哲夫 西へ！」では金城の出演場面が収録され、一部ではあるがこれが本作品初のソフト化となった。上原の参加はこの1本だけであったが、後年のインタビューで思い出深い作品であったと述べている[16]。
- 最高視聴率は第22話の14.9%（関東地区・ビデオリサーチ調べ）。全話中、山場となる夕張到着までの第22 - 25話のみ全て14%台であった。当初は8 - 9%台であったが、第7話以降は第47話を除いて2桁台を維持していた。

## 楽曲

### 主題歌
「ピポピポ旅行」
作詞：山上路夫 / 作曲：かまやつひろし / 編曲：馬飼野康二 / 歌：にしきのあきら / レーベル：CBS・ソニーレコード（現：ソニー・ミュージックレーベルズ）
この曲は、にしきののベストアルバムCD『GOLDEN J-POP/THE BEST にしきのあきら』（1998年11月発売 / ソニーレコード / SRCL-4416）や『GOLDEN☆BEST にしきのあきら』（2009年9月発売 / ソニー・ミュージックダイレクト / MHCL-1614）などに収録されている。
また、こおろぎ'73初期のメンバー・まきのりゆきによるカヴァー版が東芝レコード・東宝レコードから発売されており、CD『昭和テレビ歌謡 ベスト30』（2004年8月発売、東芝）に収録されている。
2014年には、カラオケDAMでの配信が開始された。

### 挿入歌
「いいじゃないか」
作詞：山上路夫 / 作曲：かまやつひろし / 編曲：馬飼野康二 / 歌：にしきのあきら
にしきのによるオリジナル版は未CD化。作曲者のかまやつ本人によるカヴァー版がアルバムLP『釜田質店』（1973年発売）に収録、1994年にCD化されたが、廃盤となっている。

## 放送局
系列は放送当時のもの。
| 放送対象地域   | 放送局       | 系列                           | 放送時間           | 備考                                           |
| -------------- | ------------ | ------------------------------ | ------------------ | ---------------------------------------------- |
| 関東広域圏     | TBS          | TBS系列                        | 金曜 19:30 - 20:00 | 製作局                                         |
| 北海道         | 北海道放送   | TBS系列                        | 金曜 19:30 - 20:00 |                                                |
| 青森県         | 青森テレビ   | TBS系列 NET系列                | 金曜 19:30 - 20:00 |                                                |
| 岩手県         | 岩手放送     | TBS系列                        | 金曜 19:30 - 20:00 | 現・IBC岩手放送                                |
| 宮城県         | 東北放送     | TBS系列                        | 金曜 19:30 - 20:00 |                                                |
| 福島県         | 福島テレビ   | TBS系列 フジテレビ系列         | 金曜 19:30 - 20:00 |                                                |
| 新潟県         | 新潟放送     | TBS系列                        | 金曜 19:30 - 20:00 |                                                |
| 山梨県         | テレビ山梨   | TBS系列                        | 金曜 19:30 - 20:00 |                                                |
| 静岡県         | 静岡放送     | TBS系列                        | 金曜 19:30 - 20:00 |                                                |
| 中京広域圏     | 中部日本放送 | TBS系列                        | 金曜 19:30 - 20:00 | 現・CBCテレビ                                  |
| 近畿広域圏     | 朝日放送     | TBS系列                        | 金曜 19:30 - 20:00 | 現・朝日放送テレビ（テレビ朝日系列）           |
| 鳥取県・島根県 | 山陰放送     | TBS系列                        | 金曜 19:30 - 20:00 |                                                |
| 岡山県         | 山陽放送     | TBS系列                        | 金曜 19:30 - 20:00 | 現・RSK山陽放送 当時の放送対象地域は岡山県のみ |
| 広島県         | 中国放送     | TBS系列                        | 金曜 19:30 - 20:00 |                                                |
| 山口県         | テレビ山口   | TBS系列 フジテレビ系列 NET系列 | 金曜 19:30 - 20:00 |                                                |
| 高知県         | テレビ高知   | TBS系列                        | 金曜 19:30 - 20:00 |                                                |
| 福岡県         | RKB毎日放送  | TBS系列                        | 金曜 19:30 - 20:00 |                                                |
| 大分県         | 大分放送     | TBS系列                        | 金曜 19:30 - 20:00 |                                                |
| 宮崎県         | 宮崎放送     | TBS系列                        | 金曜 19:30 - 20:00 |                                                |
| 沖縄県         | 琉球放送     | TBS系列                        | 金曜 19:30 - 20:00 |                                                |
| 石川県         | 北陸放送     | TBS系列                        | 水曜 18:00 - 18:30 |                                                |
| 長野県         | 信越放送     | TBS系列                        | 水曜 18:00 - 18:30 |                                                |
| 長崎県         | 長崎放送     | TBS系列                        | 水曜 18:00 - 18:30 |                                                |
| 熊本県         | 熊本放送     | TBS系列                        | 水曜 18:00 - 18:30 |                                                |
| 鹿児島県       | 南日本放送   | TBS系列                        | 金曜 18:00 - 18:30 |                                                |
| 山形県         | 山形放送     | 日本テレビ系列                 | 火曜 18:00 - 18:30 | 本放送終了後に放送。                           |

系列局の一部では、当時日本テレビの『コント55号のなんでそうなるの?』→『マチャアキのシャカリキ大放送!!』を同時ネットしていたために時差ネットとなった。

## 映像ソフト
本作品を収録したDVD-BOXがジェネオンエンタテインメントから発売された。第5・7・17・26・45・51話は、青野監督と知識護（撮影チーフ）によるオーディオコメンタリーを音声特典として収録。次回予告はフィルム紛失のために未収録である。
- めざせ！夕張編（第1 - 25話、2007年9月21日発売）
- 行くぜ！沖縄編（第26 - 51話、2007年11月21日発売）

## 関連書籍
- 岩佐陽一「最終回にほえろ！ Part3」（同文書院、2000年2月発売）
ケー100を大きく取り上げ、青野暉監督インタビューを掲載。番組終了後にソ連と合作で映画化の企画が持ち上がり、参考に京都編のフィルムを見せるなどしたが、日本側で乗ってくれる映画会社が見つからず結局実現しなかったという話が青野監督から明かされている。ケー100が北海道からシベリアへ渡り、レニングラードへ向かう構想だったという。
- 高石朝夫「走れ！ケー100の青春」（文芸社、2012年8月発売）
企画・原作者の佐賀邦夫がペンネームで執筆した、ケー100制作現場を描いたドキュメンタリー風フィクション小説。第2話撮影中のケー100炎上事故に多くページが割かれている。人名、社名、ケー100以外の作品名などは架空のものに変更されている。大野しげひさ→大山しげゆき、大川栄子→王禅寺英子、TBS→東京中央テレビ、「男はつらいよ」→「さすらいの辰五郎」など。
- 「上原正三シナリオ選集」（現代書館、2009年8月発売）
第50話「おじいちゃんの軽便鉄道 沖縄の巻」のシナリオ「うるま島発銀河特急便」を収録。
- 青野暉監修・佐賀邦夫編集「走れ!ケー100 その奇跡の旅路記録写真集」（「走れ!ケー100」第一回放送終了35周年記念記念写真集編纂委員会、2009年10月発行）
スタッフ、出演者、ファンなどが所蔵するケー100に関する写真、資料を一挙に掲載した同人誌。80ページ。大半のゲスト出演者の役名の記載もある。国会図書館東京本館、関西館にて閲覧可能[30]。

## 玩具・レプリカなど
- 1/43 走れ！ケー100 No.01 ケー100前期型
- 1/43 走れ！ケー100 No.02 ケー100後期型
2007年11月、アオシマ（青島文化教材社）から発売。ケー100を1/43スケール塗装済み完成品で模型化。第26話以降、車体の色が青から紺色に変わっているため、前期型と後期型の2種類が発売された。ゴムタイヤ姿の他、同梱の鉄道車輪（回転はしない）に取り替える事で、劇中の線路走行シーンを再現出来る。動力ユニットは別売り。2015年8月現在、後期型のみメーカー在庫がある[31]。
- タカトク製ソフビ玩具
放映後にケー100を引き取った朝霧高原グリーンパークで販売されていた物は、パッケージの日本地図で同パークの位置が示されている。そのデッドストックの未開封品を多数ノスタルジックヒーローズ（静岡市）が販売している[32]。
- まぼろしソフビシリーズ第1弾 走れ！ケー100
2007年11月、トーイズから発売。ソフトビニール製。タカトクの商品を元にしている。
- 2017年に発泡ポリエチレン製の実物大レプリカが自主製作され、千葉県松戸市内の昭和の杜博物館などで期間限定展示された。足回りは実物の種車であるアンフィキャットに酷似したアメリカ製水陸両用車MAXを電動式に改造した物で、自走も可能である[33] 。